# Great Bernera
Great Bernera är en ö i Storbritannien.   Den ligger i kommunen Yttre Hebriderna och riksdelen Skottland, i den nordvästra delen av landet, 800 km nordväst om huvudstaden London. Arean är 2 122 kvadratkilometer.
Terrängen på Great Bernera är lite kuperad. Öns högsta punkt är 787 meter över havet.